# Eugenia sulcata
Eugenia sulcata är en myrtenväxtart som beskrevs av Antoine Frédéric Spring och Carl Friedrich Philipp von Martius. Eugenia sulcata ingår i släktet Eugenia och familjen myrtenväxter. Inga underarter finns listade i Catalogue of Life.